# Strephonota cyllarissus
Strephonota cyllarissus is een vlinder uit de familie van de Lycaenidae. De wetenschappelijke naam van de soort werd in 1800 gepubliceerd door Herbst.

## Synoniemen
- Papilio cyllarus Cramer, 1775 non Rottemburg, 1775
- Thecla phoster Druce, 1907
- Thecla deliciae Druce, 1907
- Thecla cyllarus reducta Lathy, 1926